# Andamany a Nikobary
Andamany a Nikobary (hindsky अंडमान और निकोबार द्वीपसमूह, Aṁḍamāna aura Nikobāra dvīpasamūha, bengálsky আন্দামান ও নিকোবর দ্বীপপুঞ্জ, Āndāmāna o Nikobara dbīpapuňdža, telugsky అండమాన్-నికోబార్ దీవులు, Aṁdamān-Nikōbār dīvulu, tamilsky அந்தமான் நிக்கோபார் தீவுகள், Antamān Nikkōpār tīvukaḷ, anglicky Andaman and Nicobar Islands) je název svazového teritoria Indie, které leží v Indickém oceánu na jižním konci Bengálského zálivu nedaleko Thajska a Indonésie. Teritorium je složeno ze dvou skupin ostrovů: Andamanských ostrovů na severu a Nikobarských ostrovů na jihu, které navzájem od sebe odděluje průliv na 10. stupni severní šířky s názvem Ten Degree Channel. Souostroví oddělují Andamanské moře od Indického oceánu. Celkový počet ostrovů je 572, z toho trvale obydlených 38. Počet obyvatel byl v roce 2001 356 162, hlavním městem je Port Blair.